# Mesocallis pteleae
Mesocallis pteleae är en insektsart. Mesocallis pteleae ingår i släktet Mesocallis och familjen långrörsbladlöss. Inga underarter finns listade i Catalogue of Life.